# Hardegg
Hardegg là một thị trấn ở huyện Hollabrunn trong bang Niederösterreich, ở nước Áo. Đô thị này có diện tích 39,28 km², dân số năm 2001 là người.